# خط طول 177° غرب
خط طول 177° غرب هو أحد خطوط الطول الجغرافية، والتي تمتد من القطب الشمالي الجغرافي إلى القطب الجنوبي الجغرافي، وحسب التحويل الزمني يتأخر خط طول 177° غرب عن خط غرينتش بـ11 ساعة و48 دقيقة.

## من القطب إلى القطب
ينطلق خط طول 177° غرب من القطب الشمالي نحو القطب الجنوبي مرورا بالمناطق التي ترد في الجدول التالي:
| الإحداثيات                           | البلد أو الإقليم أو البحر | ملاحظات |
| ------------------------------------ | ------------------------- | --- |
| 90°0′N 177°0′W / 90.000°N 177.000°W  | المحيط المتجمد الشمالي    | |
| 71°42′N 177°0′W / 71.700°N 177.000°W | بحر تشوكشي                | مرورا بشرق جزيرة رانجل, أوكروغ تشوكوتكا الذاتية, روسيا (في 71°13′N 177°27′W / 71.217°N 177.450°W) |
| 68°8′N 177°0′W / 68.133°N 177.000°W  | روسيا                     | أوكروغ تشوكوتكا الذاتية |
| 65°36′N 177°0′W / 65.600°N 177.000°W | بحر بيرنغ                 | مرورا بشرق Kanaga Island, ألاسكا, الولايات المتحدة (في 51°54′N 177°2′W / 51.900°N 177.033°W) · مرورا بغرب جزيرة أداك, ألاسكا, الولايات المتحدة (في 51°37′N 176°59′W / 51.617°N 176.983°W) |
| 51°40′N 177°0′W / 51.667°N 177.000°W | المحيط الهادئ             | مرورا بشرق جزر الميدواي, جزر الولايات المتحدة الصغيرة النائية (في 28°12′N 177°19′W / 28.200°N 177.317°W) · مرورا بغرب جزيرة هاولاند, جزر الولايات المتحدة الصغيرة النائية (في 0°48′N 176°38′W / 0.800°N 176.633°W) · مرورا بغرب Chatham Island/Rekohu, نيوزيلندا (في 43°49′S 176°54′W / 43.817°S 176.900°W) |
| 60°0′S 177°0′W / 60.000°S 177.000°W  | المحيط الجنوبي            | |
| 78°25′S 177°0′W / 78.417°S 177.000°W | القارة القطبية الجنوبية   | منطقة روس, المطالب الإقليمية بالقارة القطبية الجنوبية by نيوزيلندا |